# 1177 Gonnessia
1177 Gonnessia је астероид са пречником од приближно 91,98 .
Афел астероида је на удаљености од 3,447 астрономских јединица (АЈ) од Сунца, а перихел на 3,246 АЈ.
Ексцентрицитет орбите износи 0,030, инклинација (нагиб) орбите у односу на раван еклиптике 15,067 степени, а орбитални период износи 2236,710 дана (6,123 година).
Апсолутна магнитуда астероида је 9,30 а геометријски албедо 0,039.
Астероид је откривен 24. новембра 1930. године.